# Abderrahmane Bouchama
Abderrahmane Bouchama est un architecte algérien né en 1910 à Alger ( d'origine Cherchelloise), où il meurt en 1985 à 75 ans. Il est considéré comme le père de l’architecture moderne en Algérie.

## Biographie
Il a fait des études supérieures en France avant la Seconde Guerre mondiale : il a étudié les mathématiques à l'Institut polytechnique de Nantes, où il est devenu ingénieur, puis à l'École nationale supérieure des beaux-arts de Paris. 
À son retour en Algérie, il s'installe en 1934 à Tlemcen, où il effectue l'étude de la médersa Dar El Hadith (1936-1937). Puis il s'installe à Alger, sa ville natale, où il réalise notamment la Résidence Tiar, qui est actuellement l'Ambassade du Brésil à l'ex-Chemin Poirson.
Tenu à l'écart par l'Administration coloniale, il adhère au Parti communiste algérien dont il sera un membre influent, proche de Henri Alleg avec lequel il montera une école des cadres du parti dans son propre cabinet d'architecte.
Après l'indépendance de l'Algérie, il ouvre en 1963 une agence où son fils Elias (l'actuel architecte du nouveau ministère des Affaires étrangères aux Annassers) le rejoint. 
Il est le fondateur et le premier président de l'Union des Architectes algériens,. 
Il a « signé » les Archives nationales (Birkhadem), la Cour Suprême et l'ex centre culturel d'El-Biar à Alger -- à la frontiere avec la commune de Ben Aknoun -- (édifice devenu le nouveau siège du conseil d'État algérien), le siège du ministère du Tourisme ainsi que les Instituts islamiques de Constantine (Algérie) (1969), de Tlemcen (1970),et d'Alger sis le quartier Caroubier (1972).

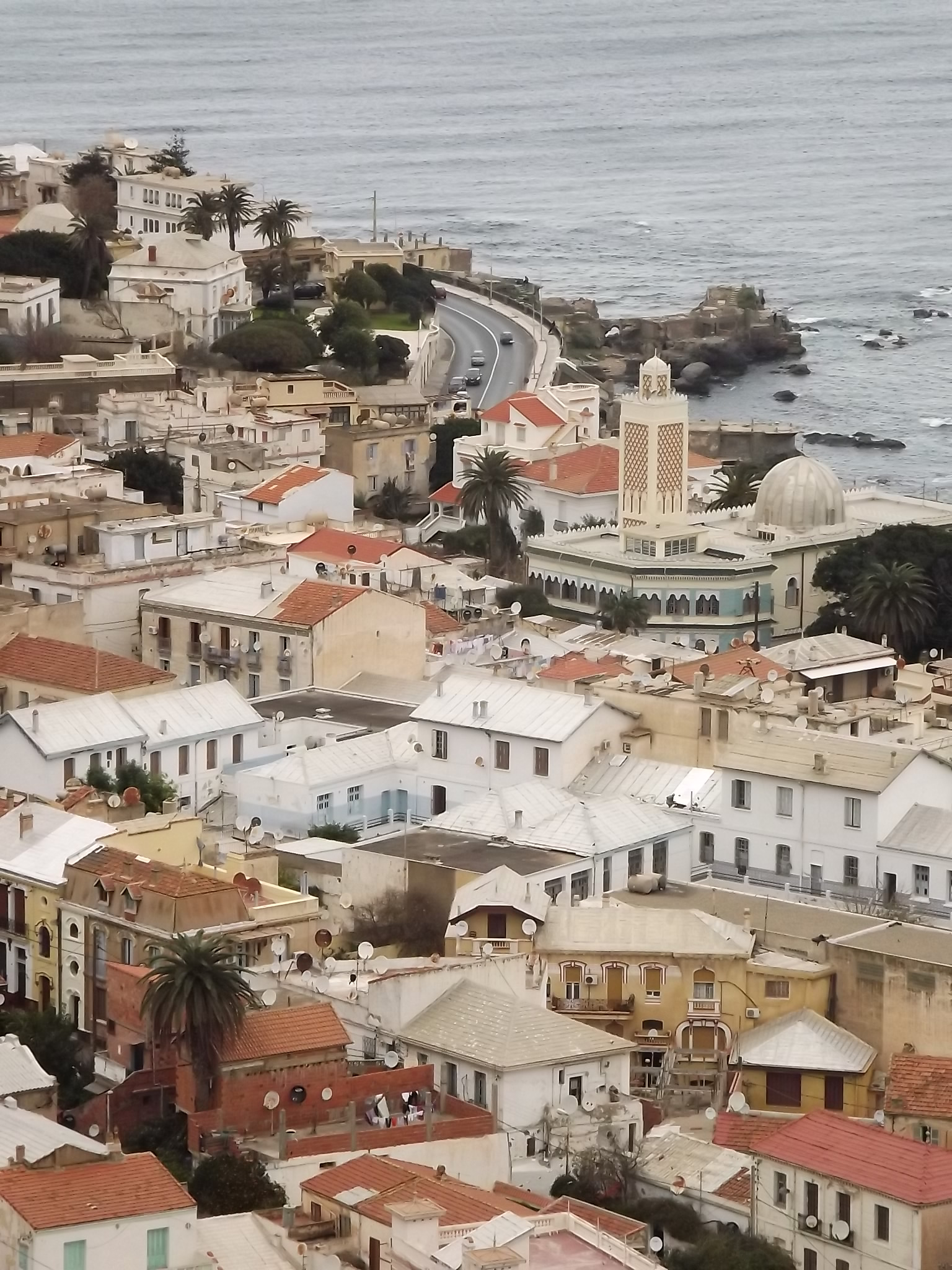
La Mosquée El Oumma.

Il a également conçu de nombreuses mosquées, dont celles d'El Biar (Place Kennedy), de Hydra et la Mosquée El Oumma à Bologhine.
On voit aussi la signature d'Abderrahmane Bouchama comme une synthèse entre la tradition et le moderne.
La medersa Dar El Hadith de Tlemcen lui avait servi de modèle.

## Parcours
Selon N.K.Driouèche, il est 

« le premier architecte algérien à s’être fortement intéressé à l’architecture algérienne, mais également à celle  architecture arabo-islamique, surtout andalouse, faisant particulièrement référence dans ses projets à l’Alhambra de Grenade.
Plusieurs de ses projets à caractère institutionnel ont reproduit ce style architectural avec une ingéniosité et un savoir-faire sans égal, travaillant minutieusement tous les détails décoratifs. »

## Publications
Abderrahmane Bouchama a expliqué sa démarche architecturale dans un essai paru en 1966, L’arceau qui chante,.